# Bancos da Suécia

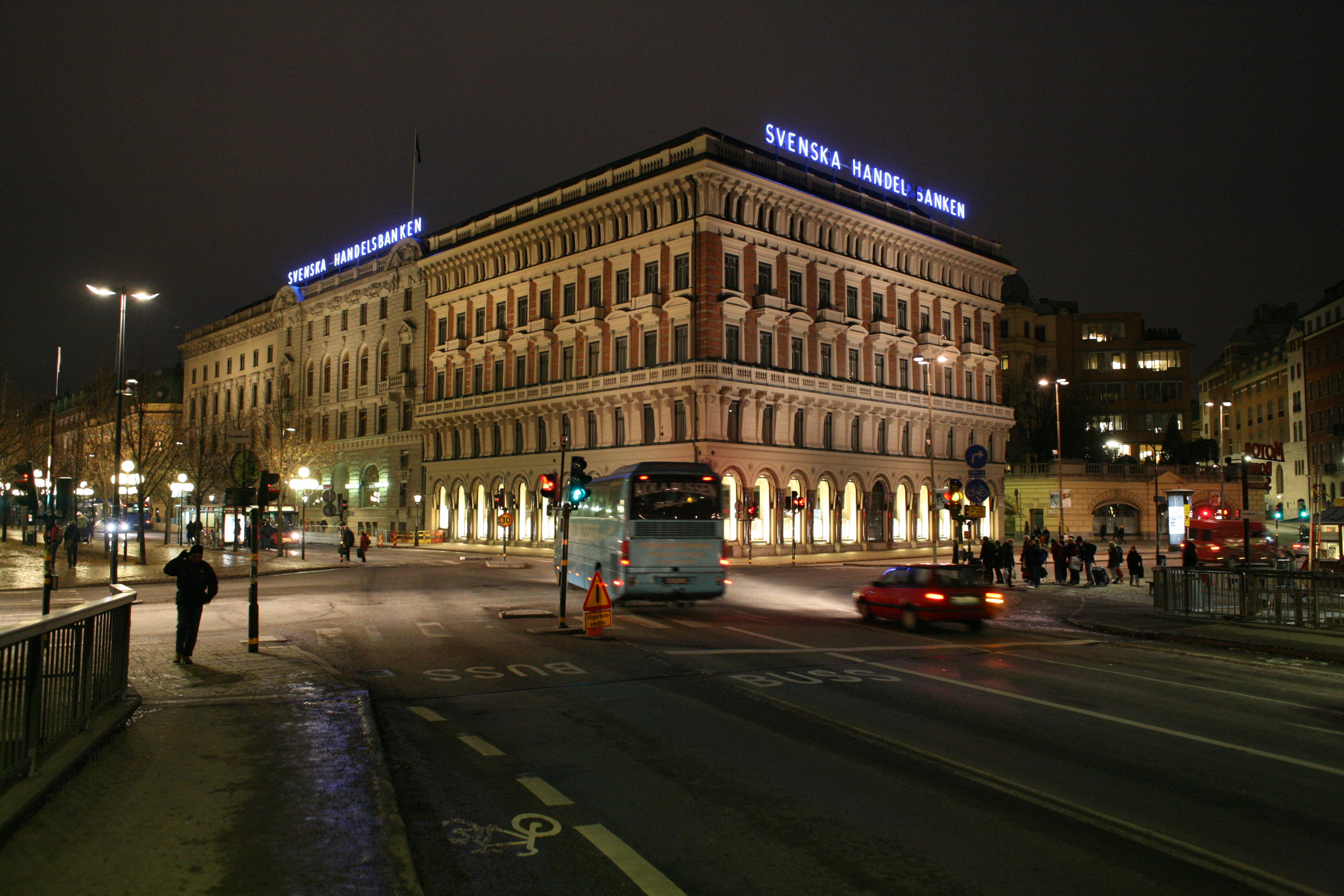
Sede do Handelsbanken, na Palmeska huset em Estocolmo.

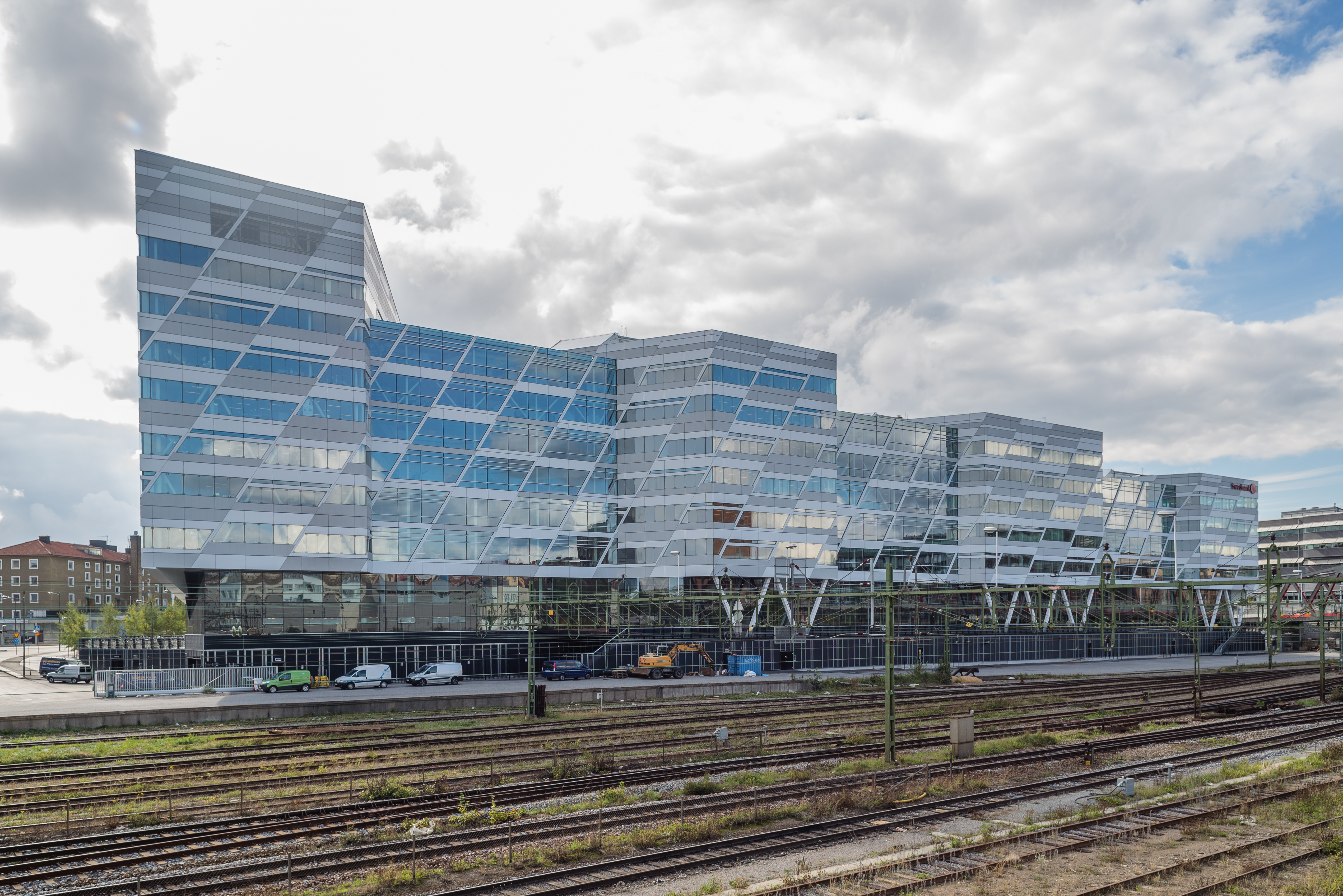
Sede do Swedbank.

Existem atualmente 127 bancos na Suécia, incluindo bancos nacionais e bancos estrangeiros que exercem atividade bancária no país.

Dispõem de 1 839 balcões, contam com 40 000 empregados, e disponibilizam cerca de 3 285 caixas automáticas.

Os bancos suecos melhor capitalizados são o Svenska Handelsbanken, o Swedbank e o Skandinaviska Enskilda Banken.
O Nordea Bank AB foi a maior instituição bancária da Suécia e dos Países Nórdicos, mas mudou a sua sede para a Finlândia em 2018.

Outros grandes bancos com atividade na Suécia são o Danske Bank (dinamarquês), o Länsförsäkringar Bank, o SBAB Bank e o Skandiabanken.

Os bancos suecos estão presentes noutros países, como seja o caso do Handelsbanken na Grã-Bretanha, na Holanda, na França e nos Estados Unidos, o Skandinaviska Enskilda Banken na Grã-Bretanha, na Alemanha, nos Países Bálticos e nos Estados Unidos e o Swedbank nos Países Bálticos e nos Estados Unidos.

O sistema financeiro sueco abrange 5 000 empresas, com 90 000 empregados.
A estabilidade financeira do país é assegurada principalmente pela Autoridade de Supervisão Financeira (Finansinspektionen) e pelo Banco Central da Suécia (Riksbanken).